# モード・スタンリー

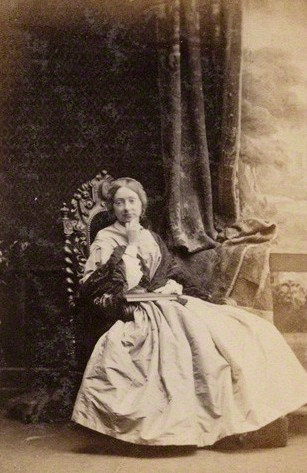
モード・スタンリー（1861年3月19日にカミーユ・シルヴィが撮影した写真）

オナラブル・モード・アレティア・スタンリー（英: The Hon. Maude Alethea Stanley、1833年5月 - 1915年7月14日）は、イギリス出身のユースワークの先駆者および女性福祉活動家。

## 若年期と家族
イングランドのチェシャー州チェルフォード行政教区アルダーレイ・パークで生まれる。政治家のエドワード・スタンリーと女子教育運動家のヘンリエッタ・スタンリー（のちのアルダーレイのスタンリー男爵・男爵夫人）の10人いる子供の三女で4番目の子供である 。1834年、父方の祖父である初代アルダーレイのスタンリー男爵ジョン・スタンリーは『アレティアの本』と呼ばれる理論に関する本を書いて孫娘に捧げた。
スタンリーは信仰に関する家族の寛大さと自由主義的見解を共有した。両親が聖公会会員、兄のヘンリーはイスラム教改宗者、弟のアルジャーノンはローマ・カトリック教会の司教、妹のロザリンドは不可知論者であった。スタンリー自身は低教会派であると説明していた。妹のアンバーレイ子爵夫人キャサリン・ラッセルとカーライル伯爵夫人ロザリンド・ハワードはともに女性参政権運動に参加した。このことでスタンリーは未婚のままでいるようにと判断され、アンバーレイ夫人は両親と兄弟姉妹が自宅で必要としているからだと姉を納得させた。アンバーレイ夫人の息子であるバートランド・ラッセルから「厳格で陰気なモードおばさん」と呼ばれたスタンリーは兄弟姉妹の沢山いる子供達を溺愛した。ラッセル自身はスタンリーを完璧な伯母や思いやりの権化のように夢想した。彼は「子供の頃、お喋りするインコを飼っていて、時折私にマロングラッセをくれる伯母に会いにいくのが好きだった」と回想している。1894年、ローマにいるアルジャーノン司教の処を訪れる目的で甥を連れて行った。
父親が1869年に亡くなり、彼女が暮らしていたロンドンのスミス街区にある自宅は兄に相続された。翌年、普仏戦争の負傷者の手当てをする看護師として大陸への渡航を考えた。長旅の末、彼女は母親とともにドーヴァー通りに移った。

## ユースワーク

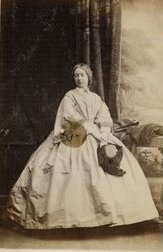
モード・スタンリー（カミーユ・シルヴィの鶏卵紙による撮影）

スタンリーのような社会的地位にいる女性は慈善事業や社会福祉事業に時間を割くことを期待された。今では失われたロンドンのスラム街であるファイブ・ダイヤルズへの来訪者として始めた。そこは弟のアルジャーノンが補助司祭として仕えていた場所であり、彼女はスラム街を「時代遅れ」と見なしながらも、「誰も立ち入れない建物に入り込む」ことを許された。
彼女の働きかけは次第により世俗的なものとなり、ユースワークに関心を向けるようになった。女性のための夜間学校と同好会を立ち上げた彼女は目的のために多額の所得を費やした。彼女は通りや中庭でトランプや賭け事に興じる若者達に手を差し伸べようと積極的に話しかけた。同好会間の組合を促進させる試みにおいて、1880年にガールズ・クラブ・ユニオンを設立した（最後にはロンドン・ユースに成長）。後見人会としての役目も果たしたスタンリーは1884年に本国民保護局の管理者、1892年にはロンドン市立工科大学の理事に就任した。1890年に若い女性達の同好会に関する初めての指定教材『働く女性向けの同好会』を執筆し、10代の少女労働者達の福祉に終生関心を抱き続けた。仲間には慈善家のヘンリー・ソリーやオクタヴィア・ヒルなどがいた。

## 死と記念碑
母親が亡くなる1895年まで、スタンリーは母親とともに暮らした。第一次世界大戦勃発に心を痛めた彼女はロンドンを去ることになった。アルダーレイ・パークで心臓病のため亡くなる。亡くなってから2日後にアルダーレイ・パークで葬儀が執り行われ、続いてスミス街区で追悼儀式が行われた。メアリー王妃やアレクサンドラ王妃は追悼儀式に代理人を派遣した。アレクサンドラ王妃の花輪には「親愛なるスタンリー嬢と輝かしい功績を偲んで。彼女を熱愛するアレクサンドラより」と記されていた。
1916年、サー・ロバート・ロリマーはモード・スタンリーのための記念碑を設計した。記念碑の場所は公表されていない。